# Savon Azul e Branco

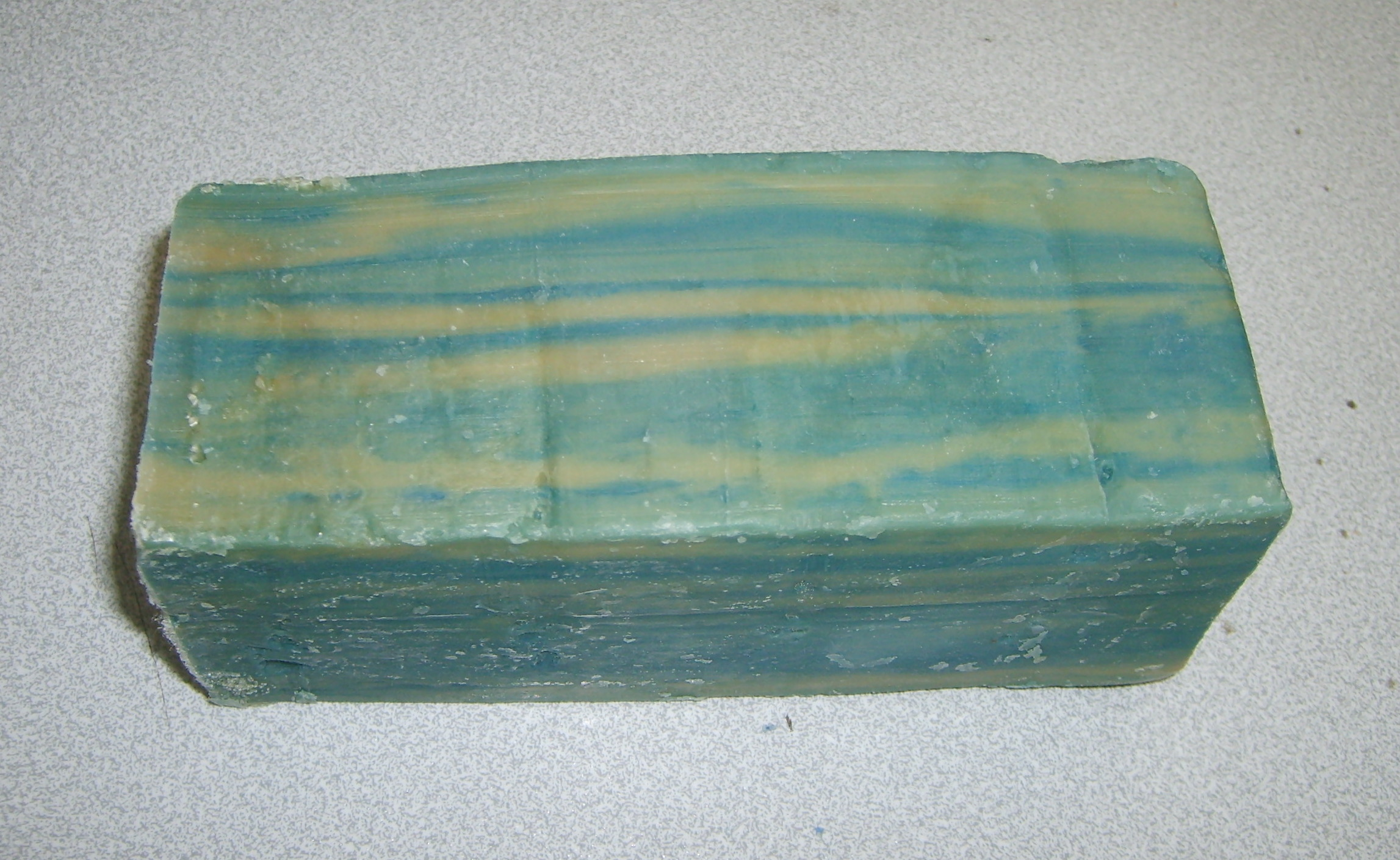
Savon Azul e Branco

L’Azul e Branco (bleue et blanc) est un savon portugais comparable au savon de Marseille, mais de couleur bleue et blanc, comme la traduction de son nom l’indique.

## Utilisation

### Autrefois
Autrefois il était beaucoup utilisé pour laver le linge dans les lavoirs des villages, laver les tapis et laver le sol.

### Maintenant
Son utilisation a été réduite, il sert à laver les tapis et les sols, mais pour le linge il n'y a plus que quelques personnes à l'utiliser encore.